# 1. FC Heidenheim
Der 1. Fußballclub Heidenheim 1846 e. V., kurz 1. FC Heidenheim, ist ein Fußballverein aus Heidenheim an der Brenz, der 2007 durch die Abspaltung der Fußballabteilung aus dem Heidenheimer Sportbund entstanden ist, kann jedoch auf eine Vereinsgeschichte zurückblicken, die bis in das Gründungsjahr 1846 reicht.
Die erste Herrenmannschaft spielte seit der Saison 2014/15 in der 2. Bundesliga und stieg am Ende der Saison 2022/23 zum ersten Mal in der Vereinsgeschichte in die Bundesliga auf. 2024 erreichte der 1. FC Heidenheim die Qualifikation für die UEFA Conference League 2024/25.
Die Vereinsfarben sind die Farben der Stadt Heidenheim Blau-Rot sowie Weiß. Heimspielstätte ist seit 1972 die auf dem Heidenheimer Schlossberg gelegene Voith-Arena (ursprünglich Albstadion). Mit 12.600 Mitgliedern (Stand: 1. Juli 2025) ist er der größte Verein in Ostwürttemberg und einer der größeren Deutschlands.

## Geschichte

### Gründungsjahr 1846

Vereinsemblem des Heidenheimer Sportbunds

Am 14. August 1846 wurde nach Aufhebung der Turnsperre in den 1840er-Jahren mit der Turngemeinde Heidenheim der erste Sportverein unter dem Hellenstein gegründet.  1911 wurde erstmals eine Fußballabteilung eingerichtet. Nach mehreren Abspaltungen und Fusionen entstand am 27. Mai 1972 der heutige Heidenheimer Sportbund 1846 e. V. Alle Vereine oder Abteilungen beriefen sich jedoch auf das Gründungsjahr 1846. Auch der neue Verein, 1. FC Heidenheim 1846, knüpft nach der Abspaltung der Fußballabteilung vom Heidenheimer SB an die langjährige Tradition des Sports in Heidenheim an und darf das ursprüngliche Gründungsjahr ohne rechtliche Probleme in seinem Namen führen.

### Anfangszeit (1910–1922)
Um dem wilden Spiel auf der Wiese Regeln zu geben und erste Strukturen in den Fußball in der Stadt an der Brenz zu bringen, wurde am 16. März 1910 der Verein für Bewegungsspiele Heidenheim, kurz VfB Heidenheim, von jungen Ingenieuren der Fa. J.M. Voith gegründet. Etwas mehr als ein Jahr später, am 8. Juli 1911, gründete sich innerhalb des großen Turnvereins 1846 Heidenheim, eines Nachfolgevereins der im Jahr 1846 gegründeten Turngemeinde Heidenheim, eine Fußballabteilung. Vorher war in großer Schärfe gegen den Fußballsport Stellung bezogen worden:

„Dieser Sport wirkt verheerend auf den Charackter.“

Ab 1912 bestritt die Fußballabteilung ihre Spiele auf dem neueröffneten Spielplatz am Sägewerk Ziegler. Der heutige Sparkassen-Sportpark wird vom Verein noch für Leistungstests in der Saisonvorbereitung genutzt.

### VfR Heidenheim (1922–1936)

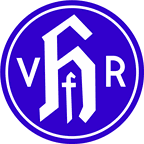
Wappen des VfR 1911 Heidenheim

1922, also noch vor der 1923 und 1924 in Deutschland vollzogenen organisatorischen Trennung zwischen Fußball und anderen modernen Sportarten einerseits sowie den Turnern andererseits, kam es zum Interessenkonflikt zwischen Turnern und Fußballern. Der Turnrat des Vereins wünschte, dass sich die Fußballer an den Rundenspielen der Deutschen Turnerschaft beteiligen, wohingegen die Fußballabteilung weiterhin in der A-Klasse des Süddeutschen Fußball-Verbands spielen wollte.
Die Fußballabteilung machte sich daraufhin am 21. August 1922 als Verein für Rasensport 1911 Heidenheim selbständig. Der Turnverein sperrte dem neuen Verein den bisherigen Spielplatz am Sonneneck. Schlussendlich wurde in der Clichystraße ein neuer Spielplatz gefunden.
| Aufstiegsrunde zur Gauliga Württemberg 1935/36 | Aufstiegsrunde zur Gauliga Württemberg 1935/36 | Aufstiegsrunde zur Gauliga Württemberg 1935/36 | Aufstiegsrunde zur Gauliga Württemberg 1935/36 | Aufstiegsrunde zur Gauliga Württemberg 1935/36 | Aufstiegsrunde zur Gauliga Württemberg 1935/36 |
| Platz                                          | Verein                                         | Spiel                                          | Tore                                           | Quote                                          | Punkte                                         |
| ---------------------------------------------- | ---------------------------------------------- | ---------------------------------------------- | ---------------------------------------------- | ---------------------------------------------- | ---------------------------------------------- |
| 1.                                             | SpVgg Cannstatt                                | 10                                             | 30:11                                          | 2,73                                           | 16:4                                           |
| 2.                                             | FV Zuffenhausen                                | 10                                             | 18:14                                          | 1,29                                           | 11:9                                           |
| 3.                                             | FC 1910 Tailfingen                             | 10                                             | 19:15                                          | 1,27                                           | 10:10                                          |
| 4.                                             | VfR Schwenningen                               | 10                                             | 12:17                                          | 0,71                                           | 9:11                                           |
| 5.                                             | VfB Friedrichshafen                            | 10                                             | 11:18                                          | 0,61                                           | 7:13                                           |
| 5.                                             | VfR Heidenheim                                 | 10                                             | 10:25                                          | 0,40                                           | 7:13                                           |

In der Geschichte des Heidenheimer Fußballs bildete die Saison 1934/35 einen ersten Höhepunkt. Erst 2020 standen Heidenheimer Fußballer wieder kurz vor dem Sprung in die Erstklassigkeit. Die Mannschaft des VfR 1911 Heidenheim qualifizierte sich für die Aufstiegsrunde zur 1933 gebildeten Gauliga Württemberg. Doch in der Runde mit sechs beteiligten Mannschaften landete der VfR am Ende mit 7:13 Punkten auf dem letzten Platz, punktgleich mit dem VfB Friedrichshafen, aber vier Zähler hinter dem zweiten Aufsteiger FV Zuffenhausen und weit abgeschlagen hinter dem souveränen Sieger der Aufstiegsrunde, der SpVgg Cannstatt.

### VfL und TSB Heidenheim (1936 bis 1972)

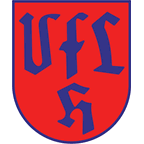
Wappen des VfL 1911 Heidenheim

1936 fusionierte der VfR Heidenheim, der aus dem von Voith-Ingenieur Jac. Frei am 16. März 1910 gegründeten Verein für Bewegungsspiele Heidenheim hervorging, mit dem 1904 gegründeten Schwimmverein 04 Heidenheim zum Verein für Leibesübungen 1904 e. V. Heidenheim. Nach dem Krieg trennten sich die Schwimmer wieder vom VfL und gründeten den Schwimmverein 04 neu. Der VfL änderte darauf in seinem Vereinsnamen die Jahreszahl Bezug nehmend auf die Gründung der Fußballabteilung innerhalb des Turnvereins am 8. Juli 1911.
Nach der Wiederbelebung des Turnerbund Heidenheim 1945 vollzog dieser am 3. Februar 1946 die Fusion mit dem TSV 1846 Heidenheim zum Turn- und Sportbund 1846 e. V. Heidenheim mit den Abteilungen Turnen, Fußball, Schwimmen, Frauensport, Musik, Handball, Eislauf- und Rollschuhsport sowie Leicht- und Schwerathletik, wodurch Fußball sowohl beim VfL als auch beim TSB gespielt wird.
Trotz der in viele kleinräumige Ligen zersplitterten Zweitklassigkeit im südwestdeutschen Fußball spielten Fußballer aus Heidenheim nach dem Zweiten Weltkrieg zunächst nicht höherklassig. Erst 1955 gelang der Aufstieg in die höchste Amateurspielklasse, die Amateurliga Württemberg. In der damals drittklassigen Liga konnte sich der VfL Heidenheim nach einem 15. Platz in der ersten Saison etablieren und landete 1958/59 als Sechster erstmals auf einem einstelligen Tabellenplatz. 1960 wurde die württembergische Amateurliga geteilt, der VfL spielte dann in der Amateurliga Nordwürttemberg. Dort war er zumeist im Mittelfeld platziert. 1965 konnte der VfL Heidenheim erstmals den Württembergischen Vereinspokal gewinnen.
Ausnahmespieler Walter „Bize“ Birkhold absolvierte von 1947 bis 1971 über 1000 Spiele für den VfL Heidenheim. Trotz konkreter Angebote von VfB Stuttgart, Werder Bremen und dem FC Bayern München wagte er mit 28 Jahren nicht den Sprung in die Fußball-Bundesliga und blieb immer seinem VfL treu. 1963 schaffte er als bisher einziger Heidenheimer den Sprung in die von Helmut Schön aufgebaute Fußballnationalmannschaft der Amateure, für die er 19 offizielle Spiele bestritt. 2021 wurde ihm zu Ehren der Rasenplatz West 1 oberhalb der Voith-Arena in Walter-Birkhold-Jugendstadion umbenannt.Ein weiterer bekannter ehemaliger Spieler des VfL ist Horst Blankenburg, welcher in der Jugend für den VfL Heidenheim spielte. Seine größten Erfolge feierte er Anfang der 1970er Jahre, als er an der Seite von Spielern wie Johan Cruyff mit Ajax Amsterdam dreimal in Serie den Europapokal der Landesmeister sowie jeweils zweimal die nationale Meisterschaft und den niederländischen Pokal gewann. Mit dem Hamburger SV gewann er 1976 den DFB-Pokal und 1977 den Europapokal der Pokalsieger. Bis heute ist Horst Blankenburg der größte Spieler, den der Heidenheimer Fußball jemals hervorgebracht hat.

### Fusion zum HSB 1846 und gemeinsame Jahre (1972 bis 2007)

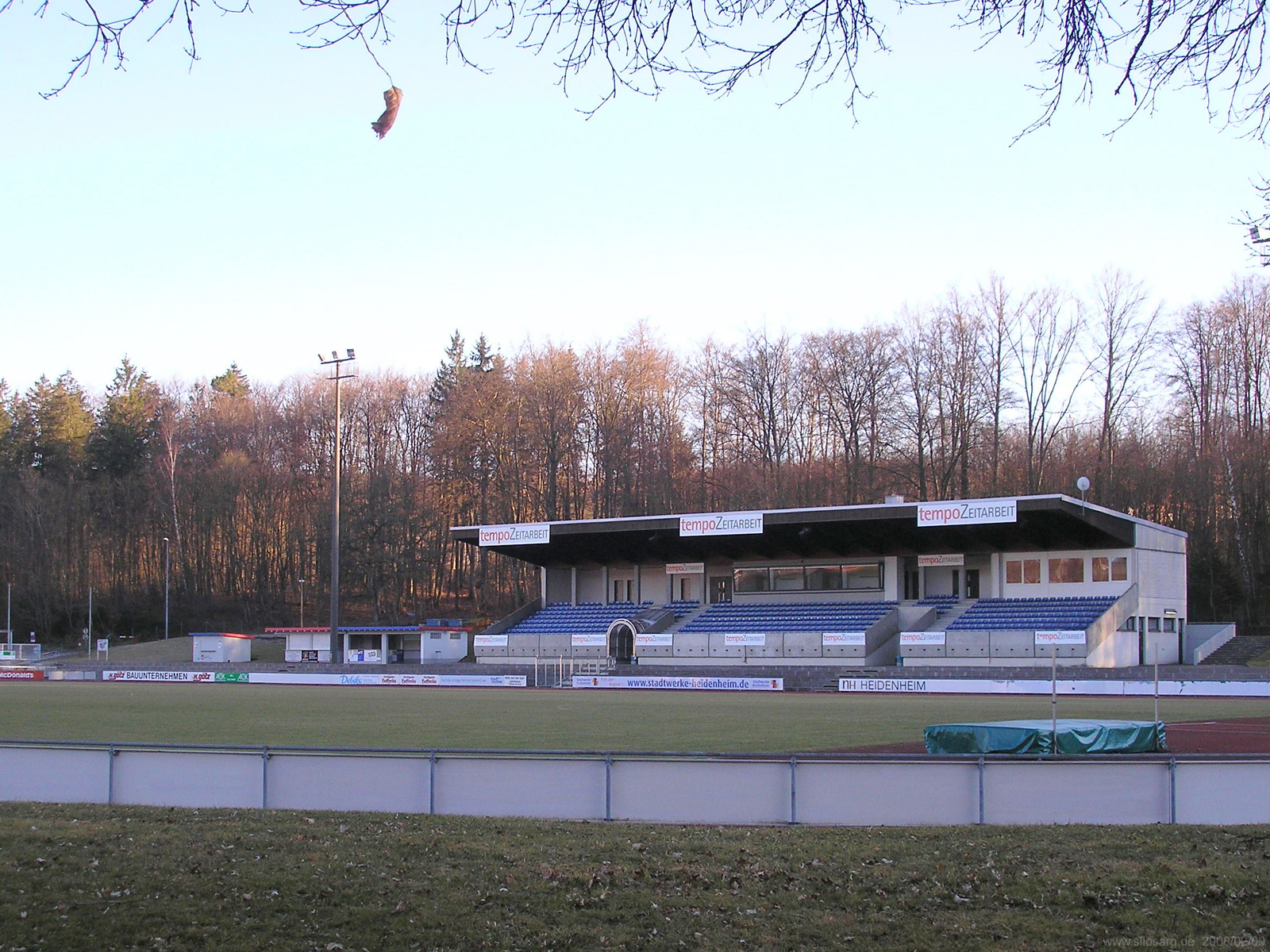
Die 1973 fertiggestellte alte Haupttribüne des Albstadions

Ende der 1960er-Jahre wurde beim TSB die Notwendigkeit gesehen, die Mitgliederbasis zu erweitern, wodurch ab 1970 die ersten Kontakte zum VfL geknüpft wurden. Durch die Fusion zwischen TSB (mit den damals existierenden Abteilungen Basketball, Boxen, Judo, Fechten, Gymnastik, Handball, Leichtathletik, Tischtennis, Turnen und Volleyball) und VfL Heidenheim (mit Badminton, Fußball, Hockey, Prellball und Tischtennis), entstand am 27. Mai 1972 der heutige Heidenheimer Sportbund 1846 e. V. Heidenheim, wodurch es zum Zusammenschluss der 1922 im Unguten getrennten Fußballer und Turner kam.
Nach der Fusion des VfL mit dem TSB, dessen Fußballer eine Liga tiefer spielten, hielt sich die nun als Heidenheimer SB auflaufende Mannschaft noch drei Spielzeiten in der Amateurliga, ehe sie 1975 abstieg. In dieser Saison standen Heidenheims Fußballer erstmals im DFB-Pokal. In der 1. Hauptrunde 1975 trafen sie auf den Berliner Stadtligisten Hertha Zehlendorf. Nach einem 2:2 nach Verlängerung im Hinspiel gab es im Wiederholungsspiel eine deutliche 0:5-Niederlage.
Der Abstieg konnte sofort korrigiert werden. Der SB stieg wieder auf und startete mit dem Aufstiegsschwung durch. Als Neuling wurde der SB Vizemeister und verpasste nur knapp die Aufstiegsrunde zur 2. Bundesliga. Dank dem vierten Platz in der folgenden Saison qualifizierte sich der Heidenheimer SB für die neu gegründete Amateur-Oberliga Baden-Württemberg. In derselben Saison durften die Heidenheimer wieder im DFB-Pokal starten, doch erneut war in der 1. Hauptrunde Schluss: Gegen den Zweitligisten FK Pirmasens unterlag der SB mit 1:2.

Die Amateuroberliga erwies sich für den Sportbund als zu groß. Als 18. von 20 Vereinen stieg man in die Viertklassigkeit der Verbandsliga ab. Einen großen Moment lieferte zunächst wieder nur der DFB-Pokal, als in der 1. Hauptrunde die Profis von Hertha BSC nach Heidenheim kamen und mit 4:0 gewannen. 25 Jahre lang pendelte der SB zwischen Verbands- und Landesliga, ehe 2003/04 die Rückkehr in die nur mehr viertklassige Amateuroberliga Baden-Württemberg gelang. Der HSB wurde in der Saison 2003/04 hinter Normannia Gmünd Zweiter der Verbandsliga Württemberg und konnte sich in der Relegation gegen den Offenburger FV durchsetzen, nachdem man im Jahr zuvor noch in der Relegation an der zweiten Mannschaft der TSG 1899 Hoffenheim gescheitert war. In der Oberliga spielte der SB im Gegensatz zum ersten Ausflug in die Oberliga sofort eine gute Rolle. In der Saison 2004/05 belegte man Platz 5 und erreichte im WFV-Pokal das Finale, welches allerdings gegen die Stuttgarter Kickers mit 1:3 verloren wurde. Noch erfolgreicher verlief die Saison 2005/06, in der der HSB Vizemeister wurde und den Aufstieg in die Regionalliga Süd nur knapp mit vier Punkten hinter dem SSV Reutlingen 05 verpasste. Und auch in der Saison 2006/07 spielte man lange um den Aufstieg in die Regionalliga mit. Am Ende wurde der dritte Platz erreicht. 75:36 Tore und 72 Punkte wurden hierbei verbucht. Meister SV Sandhausen hatte fünf Punkte mehr auf dem Konto.

### Mit dem FCH auf eigenen Füßen (seit 2007)

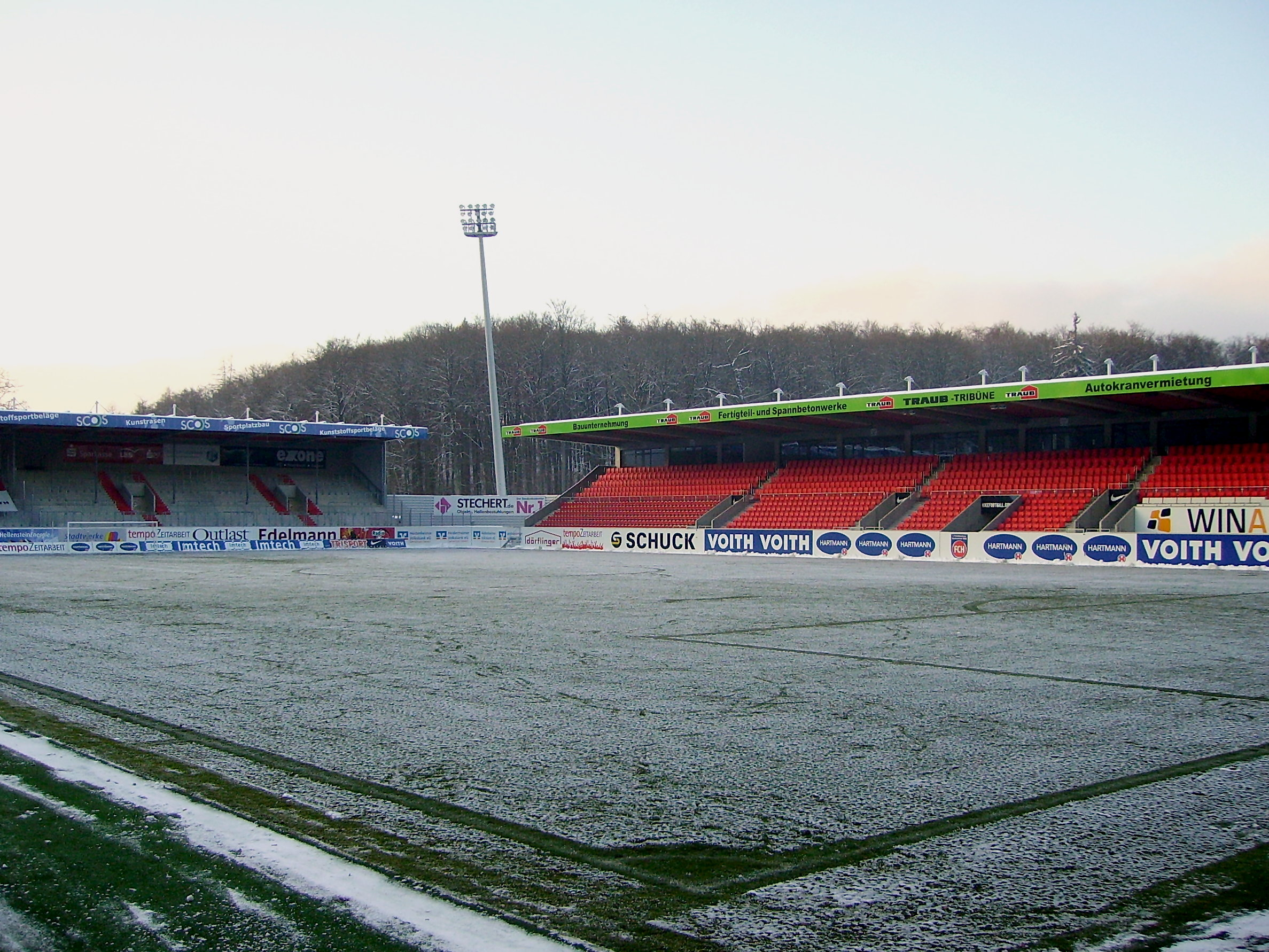
Das Albstadion im Jahr 2010

Während des Jahres 2007 beschloss die Fußballabteilung, sich rückwirkend zum 1. Januar 2007 als rechtlich eigenständiger Verein vom Heidenheimer SB abzuspalten. Dabei übernahm der 1. FC die bestehenden sportlichen und sonstigen Strukturen des Heidenheimer SB, auch die Startplätze für die jeweiligen Mannschaften. Die Trennung war notwendig geworden, da der Gesamtverein Anforderungen im Lizenzierungsverfahren des DFB für die angestrebte Regionalliga kaum erfüllen konnte. Insbesondere die Forderungen zur Prüfung der wirtschaftlichen Leistungsfähigkeit des Vereins überforderten die ehrenamtlichen Strukturen der anderen Abteilungen. Gründungspräsident war der spätere Aufsichtsratsvorsitzende und 2022 verstorbene Unternehmer Klaus Mayer.
2008 schafften die Heidenheimer als Tabellenvierter der Oberliga Baden-Württemberg den Aufstieg in die Regionalliga Süd. Außerdem gelang der Mannschaft der Gewinn des WFV-Pokals und somit der Einzug in die erste Hauptrunde des DFB-Pokals. In dieser unterlag man dem späteren Deutschen Meister VfL Wolfsburg vor 7500 Zuschauern im durch mobile Tribünen vergrößerten Albstadion mit 0:3 (0:0).
Die Teilnahme an der DFB-Pokal-Hauptrunde 2009 wurde nach einer Niederlage im Halbfinale des WFV-Pokals gegen die SG Sonnenhof Großaspach zwar verpasst, jedoch gelang der Mannschaft durch eine starke Rückrunde bereits am vorletzten Spieltag (Sieg über den Karlsruher SC II) der Aufstieg in die 3. Liga.

#### 3. Liga (2009–2014)
Sein erstes Drittligaspiel bestritt der 1. FC Heidenheim am 25. Juli 2009 gegen den Wuppertaler SV Borussia in der heimischen GAGFAH-Arena. Das Spiel endete 2:2. Zum Ende der ersten Drittligasaison belegte Heidenheim mit 59 Punkten überraschend den 6. Tabellenplatz. Am 11. Mai 2011 gelang der Mannschaft zum dritten Mal der Gewinn des WFV-Pokals und damit die Teilnahme an der DFB-Pokal-Hauptrunde. Als Gegner in der 1. Runde wurde der SV Werder Bremen zugelost. Dieser wurde am 30. Juli 2011 überraschend mit 2:1 geschlagen. In der 2. Runde traf der FC Heidenheim am 25. Oktober auf Borussia Mönchengladbach. Erst im Elfmeterschießen konnte der Bundesligist das Spiel mit 4:3 (0:0 n. V.) für sich entscheiden. Dies war der bis dato größte Erfolg einer Heidenheimer Fußballmannschaft im DFB-Pokal. Die Saison 2011/12 wurde mit dem vierten Tabellenplatz und damit der Teilnahme an der DFB-Pokal-Hauptrunde abgeschlossen. Am 9. Mai 2012 gewann man gegen die SG Sonnenhof Großaspach zum vierten Mal den WFV-Pokal.
Auch in der Saison 2012/13 scheiterte der FC Heidenheim denkbar knapp am Aufstieg in die 2. Bundesliga. Vor dem letzten Spieltag stand der FCH auf dem Relegationsplatz 3. Trotz eines Unentschiedens und des abschließenden fünften Platzes spielte man mit 72 Punkten die beste Saison in der Vereinsgeschichte. Der WFV-Pokal wurde durch einen 3:1-Sieg gegen die Neckarsulmer SU verteidigt und 2014 mit einem 4:2-Sieg über die Stuttgarter Kickers erneut gewonnen.
Am 19. April 2014 besiegelte der 1. FC Heidenheim durch ein 1:1 gegen die SV Elversberg am 35. Spieltag der Saison 2013/14 den direkten Aufstieg in die 2. Bundesliga. Die Saison endete am 10. Mai 2014 mit einem 2:0-Heimsieg gegen die SpVgg Unterhaching und dem Meistertitel der 3. Liga.

#### 2. Bundesliga (2014–2023)
Im ersten Zweitligaspiel der Vereinsgeschichte besiegte der 1. FCH am 3. August 2014 vor 11.000 Zuschauern in der Voith-Arena den FSV Frankfurt mit 2:1 und platzierte sich in der Spieltagstabelle auf Platz 2. Am 19. August 2014 zog die Mannschaft durch den 2:1-Heimsieg gegen den 1. FC Union Berlin zum zweiten Mal in der Vereinsgeschichte in die 2. Runde des DFB-Pokals ein, in der sie dem VfL Wolfsburg mit 1:4 unterlag. Die erste Saison in der Zweiten Liga schloss sie auf dem achten Tabellenplatz ab.
Die zweite Spielzeit im Unterhaus (2015/16) beendete der FCH mit 45 Punkten auf Tabellenplatz elf, ohne in den Abstiegskampf verwickelt worden zu sein. Neben dem erneut erreichten Klassenerhalt spielte der Verein nun auch im DFB-Pokal eine größere Rolle. Einem 4:1-Sieg über den FK Pirmasens folgte, dass man in der 2. Runde auswärts auf den Ligakonkurrenten SV Sandhausen traf. Nach torlosen 120 Minuten folgte ein spannendes Elfmeterschießen, das der FCH durch den entscheidenden Treffer von Arne Feick mit 4:3 für sich entschied. Auch das nächste Los führte die Mannschaft von Frank Schmidt zu einem Ligakonkurrenten: Im Achtelfinale besiegte der FCH den FC Erzgebirge Aue im Erzgebirgsstadion durch die Tore von Arne Feick und Marc Schnatterer mit 2:0 und zog somit erstmals in der Vereinsgeschichte ins Viertelfinale des DFB-Pokals ein. Dort gastierte dann am 10. Februar 2016 Bundesligist Hertha BSC in der Voith-Arena, dem sich die Heidenheimer mit 2:3 geschlagen geben mussten.
Am vierten Spieltag der darauffolgenden Saison 2016/17 feierte der 1. FC Heidenheim 1846 einen historischen 2:1-Sieg im Ligaspiel gegen den schwäbischen Rivalen VfB Stuttgart vor der Rekordkulisse von 52.200 Zuschauern in der Mercedes-Benz-Arena. Am Ende der Spielzeit fanden sich die Heidenheimer, vor allem dank einer starken Hinrunde, auf dem sechsten Tabellenplatz wieder.
In der Spielzeit 2017/18 erwischte Frank Schmidts Team einen Fehlstart und stand nach zehn Spielen mit acht Punkten auf Relegationsplatz 16. Im weiteren Verlauf der Saison stabilisierte sich der FCH und arbeitete sich in der Tabelle ins Mittelfeld vor. Im DFB-Pokal scheiterte man nach zwei Siegen gegen die SpVgg Unterhaching (4:0) und den SSV Jahn Regensburg (5:2) im Achtelfinale am späteren Pokalsieger Eintracht Frankfurt (1:2). Bis zum Schluss der Runde kämpfte der FCH, auch wegen einer äußerst engen und ausgeglichenen Tabellensituation im Unterhaus, um den Klassenerhalt und erreichte diesen nach einem 1:1-Unentschieden gegen die SpVgg Greuther Fürth am 34. Spieltag.
Nach einem durchwachsenen Start in die Saison 2018/19 hielt die Mannschaft bis Mitte der Rückrunde den Anschluss an den Relegationsplatz. Der FCH beendete die Spielzeit auf dem fünften Tabellenplatz, der die bis dahin beste Platzierung des Vereins in der 2. Bundesliga bedeutete.
Ein Jahr später konnte der FCH am vorletzten Spieltag den dritten Tabellenplatz im direkten Duell gegen den Hamburger SV erringen und verteidigte diesen. Somit erreichte der FCH die Relegation gegen Werder Bremen und hatte damit erstmals die Chance, in die höchste deutsche Spielklasse aufzusteigen. Im ersten Spiel in Bremen erreichte Heidenheim ein 0:0. Nach einem 2:2 im Rückspiel zu Hause verpasste der Verein aufgrund der damals noch geltenden Auswärtstorregel den Aufstieg in die Bundesliga.
2020/21 und 2021/22 stand der FCH zumeist im oberen Mittelfeld und schloss auf dem achten bzw. sechsten Platz ab. Dabei besiegte er im heimischen Stadion die Absteiger Werder Bremen und FC Schalke 04.
Der Saisonstart der Saison 2022/23 lief besser als die eher durchwachsene Vorbereitungsphase. Der FCH gewann die ersten beiden Saisonspiele und kam auch im DFB-Pokal zum ersten Mal seit zwei Jahren durch einen 2:0-Erfolg beim FV Illertissen in die 2. Runde. Die Hinrunde wurde mit 33 Punkten als Dritter mit vier Punkten Vorsprung auf Platz 4 und einem Punkt Rückstand auf Rang 2 abgeschlossen. Am 33. Spieltag stand die Mannschaft um Trainer Frank Schmidt mit der bisherigen Vereins-Rekordausbeute von 64 Punkten und damit einem Punkt Vorsprung auf den Drittplatzierten Hamburger SV auf Platz 2 und hatte schon mindestens die Teilnahme an der Relegation sicher.

#### Aufstieg in die Bundesliga und Europapokal (seit 2023)

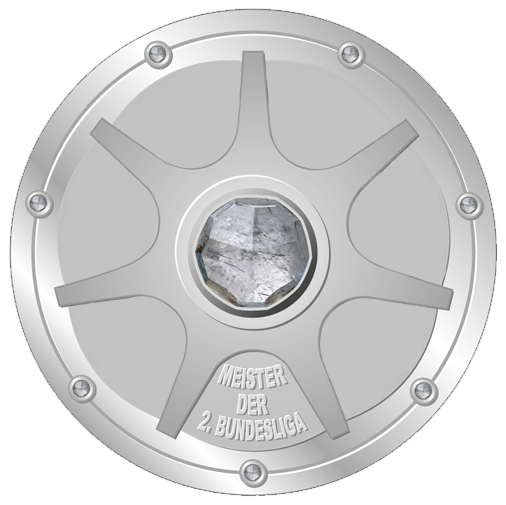
Am letzten Spieltag der Saison 2022/23 gewann der FCH die Meisterschale der 2. Bundesliga

Am letzten Spieltag war sowohl die Meisterschaft als auch das Abrutschen auf den Relegationsplatz noch möglich. In Regensburg geriet das Team nach der Halbzeit durch zwei Tore von Prince Osei Owusu mit 0:2 in Rückstand. In der 58. Minute erzielte der Regensburger Benedikt Saller durch ein Eigentor den 2:1-Anschlusstreffer für den FCH. In der 93. Spielminute glich Niklas Beste per Foulelfmeter aus. Da der HSV zu diesem Zeitpunkt bereits mit 1:0 gegen den SV Sandhausen gewonnen hatte, hätte nur ein Sieg für den direkten Aufstieg gereicht. Die elfminütige Nachspielzeit ließ den FCH weiter hoffen: Während die HSV-Fans auf dem Platz in Sandhausen schon den vermeintlichen Aufstieg feierten, erzielte Tim Kleindienst in der 99. Spielminute den späten Siegtreffer für den 1. FC Heidenheim und schoss diesen somit erstmals in die Bundesliga.
Da die rechnerisch bereits aufgestiegenen Darmstädter ihr Spiel gegen die SpVgg Greuther Fürth mit 0:4 verloren hatten, stieg Heidenheim nicht nur direkt auf, sondern holte aufgrund der besseren Tordifferenz gegenüber dem punktgleichen SV Darmstadt sogar die Zweitligameisterschaft. Zudem stellten die Heidenheimer mit Tim Kleindienst auch den Torschützenkönig der Liga mit 25 Toren.
Die erste Bundesligasaison der Vereinsgeschichte verlief erfolgreich. Bereits zur Winterpause stand der FCH auf dem 9. Tabellenplatz, mit 10 Punkten Abstand auf den Abstiegs-Relegationsplatz. Der Vizemeister der Vorsaison Borussia Dortmund kam gegen Heidenheim zweimal nicht über ein Remis hinaus, der FC Bayern verlor in der Rückrunde beim FCH sogar mit 2:3. Nach dem 32. Spieltag war der Klassenerhalt bereits gesichert, am Ende wurde die Saison auf dem achten Rang beendet. Dieser war durch den DFB-Pokalsieg des amtierenden deutschen Meisters Bayer 04 Leverkusen gleichbedeutend mit der Teilnahme an der Qualifikation zur UEFA Conference League 2024/25. Nach zwei Siegen gegen den BK Häcken aus Schweden gelang den Heidenheimern schließlich auch die Qualifikation für die Ligaphase dieses Wettbewerbs.
Am 2. Spieltag der Saison 2024/25 erreichte der zu großen Teilen erneuerte Kader des FCH durch einen 4:0-Heimsieg gegen den FC Augsburg zum ersten Mal in der Vereinsgeschichte die Tabellenführung der Bundesliga. Den ersten Platz konnte Heidenheim eine Woche halten und wurde am 3. Spieltag durch den FC Bayern abgelöst. In der UEFA Conference League schied man nach Erreichen des 16. Platzes in der Ligaphase schließlich in den Play-offs zum Achtelfinale gegen den FC Kopenhagen aus. Am 24. Spieltag befand sich der Verein auf dem letzten Tabellenplatz, einen Spieltag später auf dem vorletzten Rang. In der Folge besetzte Heidenheim bis zum Saisonende den Abstiegsrelegationsplatz. Die anschließenden Relegationsspiele gegen den Tabellendritten der 2. Bundesliga, die SV Elversberg, entschied man nach Hin- und Rückspiel insgesamt mit einem 2:2 sowie einem 2:1 aber für sich.

## Erfolge und Bilanzen

### Erfolge
- 1935: Qualifikation des VfR Heidenheim für die Aufstiegsrunde zur erstklassigen Gauliga Württemberg
- 1952: Aufstieg des VfL Heidenheim in die 2. Amateurliga
- 1955: Aufstieg des VfL in die 1. Amateurliga (höchste Amateurklasse)
- 1961: Aufstieg des TSB Heidenheim in die 2. Amateurliga
- 1964: Die A-Jugend des VfL Heidenheim wird Württembergischer Fußballmeister
- 1965: Der VfL Heidenheim gewinnt den Württembergischen Vereinspokal
- 1978: Qualifikation für die neu gegründete Oberliga Baden-Württemberg
- 1991: Meister Landesliga Württemberg – Aufstieg in die Verbandsliga Württemberg
- 1998: Meister Landesliga Württemberg – Aufstieg in die Verbandsliga Württemberg
- 2004: Aufstieg in die Oberliga Baden-Württemberg
- 2008: Aufstieg in die Regionalliga Süd
- 2008: Sieger im WFV-Pokal 2007/08 und damit Qualifikation für die 1. Hauptrunde des DFB-Pokals 2008/09 gegen den VfL Wolfsburg
- 2009: Meister in der Regionalliga Süd und Aufstieg in die 3. Liga
- 2011: Sieger im WFV-Pokal 2010/11 und damit Qualifikation für die 1. Hauptrunde des DFB-Pokals 2011/12 gegen Werder Bremen
- 2012: Sieger im WFV-Pokal 2011/12; durch den 4. Platz in der 3. Liga allerdings bereits für die 1. Hauptrunde des DFB-Pokals gegen VfL Bochum qualifiziert
- 2013: Sieger im WFV-Pokal 2012/13 und damit Qualifikation für die 1. Hauptrunde des DFB-Pokals 2013/14 gegen den TSV 1860 München
- 2014: Meister 3. Liga – Aufstieg in die 2. Bundesliga
- 2014: Sieger im WFV-Pokal 2013/14 gegen die Stuttgarter Kickers und damit als bislang erste Mannschaft zum vierten Mal in Folge Sieger im württembergischen Vereinspokal
- 2016: Viertelfinale im DFB-Pokal 2015/16 und 2:1-Sieg im Ligaspiel beim VfB Stuttgart vor der Rekordkulisse von 52.200 Zuschauern
- 2019: Viertelfinale im DFB-Pokal 2018/19 (4:5-Niederlage beim FC Bayern München)
- 2020: Erreichen der Relegation zur Bundesliga
- 2023: Meister der 2. Bundesliga und Aufstieg in die Bundesliga
- 2024: 8. Platz im ersten Bundesligajahr und UEFA Conference League Play-offs

### Europapokalbilanz
| Saison  | Wettbewerb             | Runde     | Gegner                 | Gesamt | Hin     | Rück          |
| ------- | ---------------------- | --------- | ---------------------- | ------ | ------- | ------------- |
| 2024/25 | UEFA Conference League | Play-offs | BK Häcken              | 5:3    | 2:1 (A) | 3:2 (H)       |
| 2024/25 | UEFA Conference League | Ligaphase | NK Olimpija Ljubljana  | 2:1    | (H)     |               |
| 2024/25 | UEFA Conference League | Ligaphase | Paphos FC              | 1:0    | (A)     |               |
| 2024/25 | UEFA Conference League | Ligaphase | Heart of Midlothian    | 2:0    | (A)     |               |
| 2024/25 | UEFA Conference League | Ligaphase | FC Chelsea             | 0:2    | (H)     |               |
| 2024/25 | UEFA Conference League | Ligaphase | Istanbul Başakşehir FK | 1:3    | (A)     |               |
| 2024/25 | UEFA Conference League | Ligaphase | FC St. Gallen          | 1:1    | (H)     |               |
| 2024/25 | UEFA Conference League | Play-offs | FC Kopenhagen          | 3:4    | 2:1 (A) | 1:3 n. V. (H) |

Gesamtbilanz: 10 Spiele, 6 Siege, 1 Unentschieden, 3 Niederlagen, 16:14 Tore (Tordifferenz +2)

## Platzierungen der letzten Jahre
| Saison    | Liga                       | Platz | Tore  | Punkte | WFV-Pokal    | DFB-Pokal     |
| --------- | -------------------------- | ----- | ----- | ------ | ------------ | ------------- |
| 1998/99   | Verbandsliga Württemberg   | 03/15 | –     | 0058   | –            | –             |
| 1999/2000 | Verbandsliga Württemberg   | 05/16 | 58:51 | 0049   | –            | –             |
| 2000/01   | Verbandsliga Württemberg   | 10/16 | 46:56 | 0040   | –            | –             |
| 2001/02   | Verbandsliga Württemberg   | 08/16 | 61:48 | 0047   | –            | –             |
| 2002/03   | Verbandsliga Württemberg   | 02/15 | 60:27 | 0058   | –            | –             |
| 2003/04   | Verbandsliga Württemberg   | 02/15 | 52:32 | 0049   | Achtelfinale | –             |
| 2004/05   | Oberliga Baden-Württemberg | 05/18 | 71:66 | 0057   | Finale       | –             |
| 2005/06   | Oberliga Baden-Württemberg | 02/18 | 67:30 | 0078   | Achtelfinale | –             |
| 2006/07   | Oberliga Baden-Württemberg | 03/18 | 75:36 | 0072   | Achtelfinale | –             |
| 2007/08   | Oberliga Baden-Württemberg | 04/18 | 69:29 | 0069   | Sieger       | –             |
| 2008/09   | Regionalliga Süd           | 01/18 | 61:37 | 0072   | Halbfinale   | 1. Runde      |
| 2009/10   | 3. Liga                    | 06/20 | 66:56 | 0059   | Halbfinale   | –             |
| 2010/11   | 3. Liga                    | 09/20 | 59:58 | 0051   | Sieger       | –             |
| 2011/12   | 3. Liga                    | 04/20 | 48:36 | 0060   | Sieger       | 2. Runde      |
| 2012/13   | 3. Liga                    | 05/20 | 69:47 | 0072   | Sieger       | 1. Runde      |
| 2013/14   | 3. Liga                    | 01/20 | 59:25 | 0079   | Sieger       | 1. Runde      |
| 2014/15   | 2. Bundesliga              | 08/18 | 49:44 | 0046   | –            | 2. Runde      |
| 2015/16   | 2. Bundesliga              | 11/18 | 42:40 | 0045   | –            | Viertelfinale |
| 2016/17   | 2. Bundesliga              | 06/18 | 43:39 | 0046   | –            | 2. Runde      |
| 2017/18   | 2. Bundesliga              | 13/18 | 50:56 | 0042   | –            | Achtelfinale  |
| 2018/19   | 2. Bundesliga              | 05/18 | 55:45 | 0055   | –            | Viertelfinale |
| 2019/20   | 2. Bundesliga              | 03/18 | 45:36 | 0055   | –            | 2. Runde      |
| 2020/21   | 2. Bundesliga              | 08/18 | 49:49 | 0051   | –            | 1. Runde      |
| 2021/22   | 2. Bundesliga              | 06/18 | 43:45 | 0052   | –            | 1. Runde      |
| 2022/23   | 2. Bundesliga              | 01/18 | 67:36 | 0067   | –            | 2. Runde      |
| 2023/24   | Bundesliga                 | 08/18 | 50:55 | 0042   | –            | 2. Runde      |
| 2024/25   | Bundesliga                 | 16/18 | 37:64 | 0029   | –            | 2. Runde      |

## Erste Mannschaft

### Kader 2025/26
Stand: 29. Juli 2025
| Nr.        | Nat.        | Spieler            | Geburtstag    | im Verein seit |
| ---------- | ----------- | ------------------ | ------------- | -------------- |
| Torhüter   |             |                    |               |                |
| 01         | Deutschland | Kevin Müller       | 15. März 1991 | 2015           |
| 34         | Osterreich  | Paul Tschernuth    | 20. Jan. 2002 | 2020           |
| 40         | Deutschland | Frank Feller       | 7. Jan. 2004  | 2019           |
| 41         | Deutschland | Diant Ramaj        | 19. Sep. 2001 | 2025           |
| Abwehr     |             |                    |               |                |
| 02         | Deutschland | Marnon Busch       | 8. Dez. 1994  | 2017           |
| 04         | Deutschland | Tim Siersleben     | 9. März 2000  | 2021           |
| 05         | Deutschland | Benedikt Gimber    | 19. Feb. 1997 | 2023           |
| 06         | Deutschland | Patrick Mainka     | 6. Nov. 1994  | 2018           |
| 19         | Deutschland | Jonas Föhrenbach   | 26. Jan. 1996 | 2019           |
| 23         | Deutschland | Omar Haktab Traoré | 4. Feb. 1998  | 2023           |
| 27         | Deutschland | Thomas Keller      | 5. Aug. 1999  | 2022           |
| 28         | Deutschland | Adam Kölle         | 28. Apr. 2006 | 2022           |
| Mittelfeld |             |                    |               |                |
| 03         | Deutschland | Jan Schöppner      | 12. Juni 1999 | 2020           |
| 08         | Brasilien   | Leonardo Scienza   | 13. Sep. 1998 | 2024           |
| 16         | Deutschland | Julian Niehues     | 17. Apr. 2001 | 2024           |
| 17         | Osterreich  | Mathias Honsak     | 20. Dez. 1996 | 2024           |
| 20         | Deutschland | Luca Kerber        | 10. März 2002 | 2024           |
| 21         | Deutschland | Adrian Beck        | 9. Juni 1997  | 2022           |
| 22         | Deutschland | Arijon Ibrahimović | 11. Dez. 2005 | 2025           |
| 30         | Deutschland | Niklas Dorsch      | 15. Jan. 1998 | 2024           |
| 31         | Deutschland | Sirlord Conteh     | 9. Juli 1996  | 2024           |
| 33         | Deutschland | Nick Rothweiler    | 16. Juni 2006 | 2022           |
| 36         | Deutschland | Luka Janeš         | 19. Jan. 2004 | 2018           |
| Sturm      |             |                    |               |                |
| 09         | Deutschland | Stefan Schimmer    | 28. Apr. 1994 | 2019           |
| 11         | Georgien    | Budu Siwsiwadse    | 10. März 1994 | 2025           |
| 14         | Deutschland | Maximilian Breunig | 14. Aug. 2000 | 2024           |
| 18         | Deutschland | Marvin Pieringer   | 4. Okt. 1999  | 2023           |
| 29         | Danemark    | Mikkel Kaufmann    | 3. Jan. 2001  | 2024           |

### Transfers der Saison 2025/26
Stand: 29. Juli 2025
| Zugänge | Abgänge |
| Sommerpause 2025 | Sommerpause 2025 |
| --- | --- |
| - Arijon Ibrahimović (FC Bayern München; Leihe) - Mikkel Kaufmann (Karlsruher SC; Leihende) - Diant Ramaj (Borussia Dortmund; Leihe) | - Vitus Eicher (Vertragsende; Ziel unbekannt) - Frans Krätzig (FC Bayern München; Leihende) - Christopher Negele (SpVgg Unterhaching) - Norman Theuerkauf (Karriereende) - Paul Wanner (FC Bayern München; Leihende) |

### Trainerstab

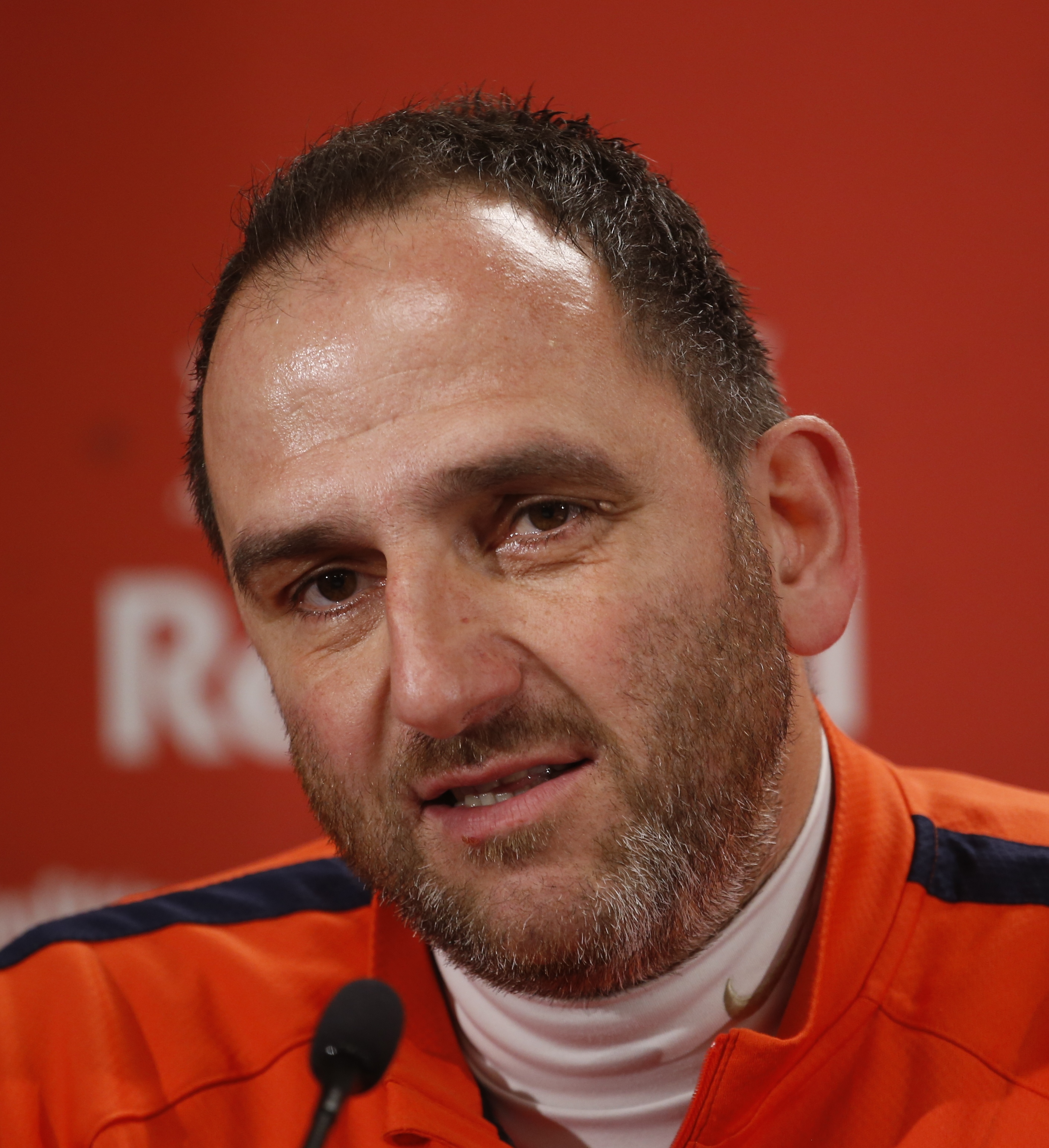
Frank Schmidt ist seit September 2007 Cheftrainer der Profimannschaft

Der Cheftrainer der Profimannschaft ist seit dem 17. September 2007 Frank Schmidt. Co-Trainer sind Bernhard Raab und Ex-Spieler Dieter Jarosch. Der frühere Torhüter Bernd Weng ist bereits seit 1986 im Verein und seit dem Jahr 2000 Torwarttrainer. Athletiktrainer sind der frühere Mittelstreckenläufer und Olympiateilnehmer Said Lakhal sowie Tobias Häußler.
Stand: 28. Januar 2024
| Name           | Funktion        | Nationalität |
| -------------- | --------------- | ------------ |
| Frank Schmidt  | Cheftrainer     | Deutscher    |
| Bernhard Raab  | Co-Trainer      | Deutscher    |
| Dieter Jarosch | Co-Trainer      | Deutscher    |
| Bernd Weng     | Torwarttrainer  | Deutscher    |
| Said Lakhal    | Athletiktrainer | Deutscher    |
| Tobias Häußler | Athletiktrainer | Deutscher    |

## Ehemalige Spieler

### Bekannte ehemalige Spieler (Auswahl)
- Robert Andrich
- Niklas Beste
- Walter Birkhold
- Horst Blankenburg
- Ünal Demirkıran
- Eren Dinkçi
- Robert Glatzel
- Oliver Hüsing
- Christoph John
- Tim Kleindienst
- Bernd Maier
- Andreas Merkle
- Tobias Mohr
- Florian Niederlechner
- Dieter Renner
- Erol Sabanov
- Marco Sailer
- Marc Schnatterer
- Frank Schmidt
- Sandro Sirigu
- Michael Thurk
- Mathias Wittek
- Andreas Zeyer
- Michael Zeyer

### Traditionsmannschaft
Ihre Ursprünge hat die Traditionsmannschaft des 1. FC Heidenheim im September 2023 zu Ehren von „Schnatti’s“ Abschiedsspiel. Seitdem misst sich die FCH-Traditionsmannschaft mit anderen Traditionsteams und Vereinsfreunden des 1. FC Heidenheim. Am 10. Mai 2024 gab die Traditionsmannschaft rund um FCH-Legende Marc Schnatterer ihre offizielle Premiere auswärts beim Traditionsteam des SC Freiburg (3:2-Niederlage).

## Zweite Mannschaft, Jugend und Frauenfußball
Sowohl die Jugendmannschaften als auch die Frauen- und Mädchenmannschaften sind beim 1. FC Heidenheim im HARTMANN NachwuchsLeistungsZentrum untergebracht.

### Zweite Mannschaft
Der 1. FC Heidenheim 1846 II spielte bis 2010 in der Staffel II der Landesliga Württemberg. Am letzten Spieltag der Saison 2009/10 gelang der Aufstieg in die Verbandsliga Württemberg, am letzten Spieltag der Saison 2012/13 in die Oberliga Baden-Württemberg.
Die Spiele fanden in der Regel auf dem Kunstrasenplatz oberhalb der Voith-Arena statt. Trainer der Oberligamannschaft war Wolfram Eitel. Nach der Saison 2013/14 wurde die Zweite Mannschaft vom Spielbetrieb abgemeldet.

### Jugend
Am 26. April 2015 gelang der Heidenheimer U-19-Mannschaft die Meisterschaft in der Oberliga Baden-Württemberg und damit der Aufstieg in die höchste Spielklasse, die A-Junioren-Bundesliga. Die Mannschaft stieg direkt wieder ab. Ein Jahr später stiegen sowohl die U17 als auch die U19 des FCH in die höchste Jugend-Spielklasse auf und schafften im ersten Jahr beide den Klassenerhalt. Im darauffolgenden Jahr hielt die U19 des FCH erneut die Klasse und spielte seither um den Klassenerhalt in der höchsten Spielklasse der U19. Die U17 allerdings stieg am letzten Spieltag knapp hinter der SpVgg Unterhaching ab. Zuletzt spielten sowohl die U19 als auch die U17 in ihren jeweiligen Bundesligen. Nach der Reform der Nachwuchsligen zur Saison 2024/25 treten sowohl die U19 als auch die U17 in den neugeschaffenen höchste Spielklasse, der U19-DFB-Nachwuchsliga sowie der U17-DFB-Nachwuchsliga an.

### Frauenfußball
Zur Saison 2023/24 nahm der 1. FC Heidenheim die Spielerinnen des Frauen-Fußball-Vereins Heidenheim (FFV), der sich als Verein aufgelöst hat, bei sich auf. Die 2011 beim FFV gegründete Frauenmannschaft spielte seit 2014 in der fünfklassigen Verbandsliga. Die U17-Juniorinnen waren nach sieben Jahren aus der Oberliga abgestiegen, sodass der 1. FC Heidenheim diese in der viertklassigen Verbandsstaffel Nord übernahm. Beide Mannschaften sind beim FCH dem Nachwuchs-Leistungs-Zentrum zugeordnet und laufen seit 2023 als 1. FC Heidenheim auf. Der Grund zu dieser Integration ist, dass in den ehrenamtlichen Strukturen des FFV kein leistungsorientierter Frauenfußball betrieben werden kann. In ihren Debüt-Saisons als 1. FC Heidenheim gelang sowohl den Spielerinnen in der Verbandsliga als auch die U-17-Juniorinnen direkt die Meisterschaft und somit der Aufstieg in die Oberliga. Zur Saison 2025/26 soll eine zweite Frauenmannschaft gebildet werden und in der Bezirksliga Ostwürttemberg starten.
Die Frauenmannschaft trägt die meisten ihrer Heimspiele im Walter-Birkhold-Jugendstadion aus.

## Stadion

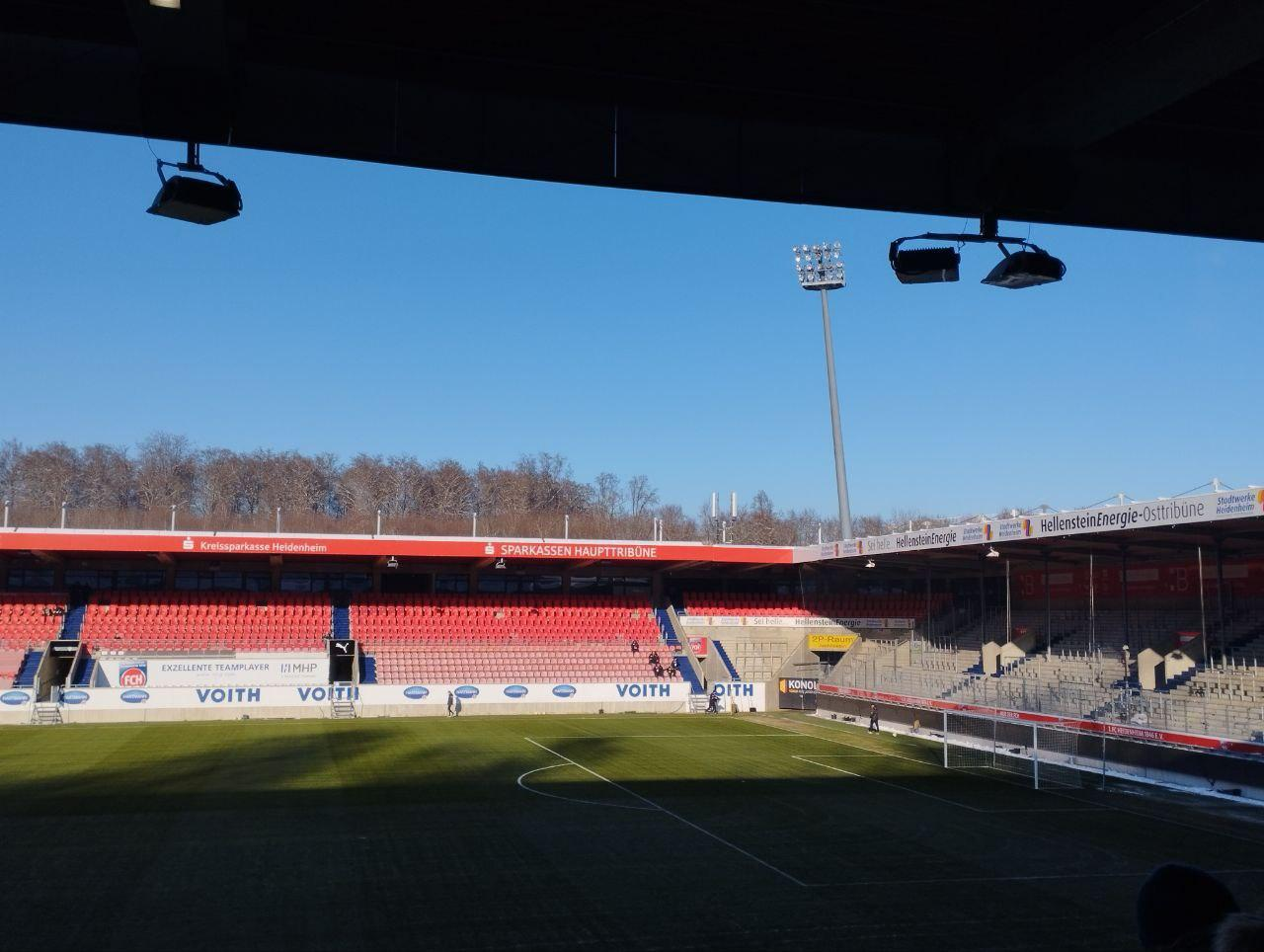
Die Voith-Arena 2022

Das Heimstadion ist die Voith-Arena, das frühere Albstadion auf dem Schlossberg, unweit von Schloss Hellenstein. Die Voith-Arena ist das höchstgelegene Stadion (555 Meter über NN) im deutschen Profifußball. Aktuell finden 15.000 Zuschauer in der Arena Platz.
Seit längerer Zeit war der Umbau des  Stadions zu einer Fußballarena geplant. Nach dem letzten Spieltag der Saison 2008/09 wurde mit dem Umbau begonnen. Die Gesamtkosten betrugen rund 14,1 Millionen Euro, wovon der Hauptnutzer, der 1. FC Heidenheim, 2,8 Millionen trug. Im Zuge der Fertigstellung wurden die Leichtathletikanlagen des Heidenheimer SB in den neuen Sparkassen-Sportpark verlegt. Namensgeber des Stadions war zunächst die Immobiliengesellschaft Gagfah. Im Februar 2011 erwarb der Heidenheimer Maschinenbaukonzern Voith die Namensrechte. Daher trägt das Stadion seither den Namen Voith-Arena. Am 4. April 2019 gab der Verein bekannt, dass die Voith-Arena für zwei Millionen Euro der bisherigen Eigentümerin, der Stadt Heidenheim an der Brenz, abgekauft wurde. Dies war unter anderem aufgrund der Einnahmen aus dem DFB-Pokal 2018/19, in dem man das Viertelfinale erreichte, möglich. Bereits seit 2018 beschäftigt sich der 1. FC Heidenheim mit einem weiteren Ausbau des Stadions auf 25.000 Plätze. Außerdem soll die Infrastruktur rund um das Stadion verbessert werden. 
Bekannt ist das Stadion auch für den laut Vereinsangaben einzigen Kiosk am Spielfeldrand im Profifußball. Liko's Kiosk gilt heute als Herzstück des Stadions und existierte bereits zu Amateurzeiten am Spielfeldrand des damaligen Albstadions. Nach dem Umbau des Stadions im Jahr 2008 wurde der Kiosk in das neuen Stadion integriert. Trotz anfänglicher Plänen des Architekten, den schon damals 40 Jahre alten Bau für eine gradlinige Gegengerade komplett abzureißen, hielt die Vereinsführung am Kiosk als Erinnerungsstück an die Amateurzeit fest. Der um den Kiosk entstandene Stehbereich trägt heute den Namen Kiosk-Kurve. Benannt ist der Kiosk nach dem langjährigen Betreiber Liko.

## Struktur und Organisation
Als einer von wenigen deutschen Profifußballvereinen ist der 1. FC Heidenheim heute noch ein reiner eingetragener Verein (e. V.) und besitzt keine ausgelagerte Abteilung zur Verwaltung der Profifußballmannschaft. Die Mitgliederversammlung ist das oberste Vereinsorgan und findet einmal jährlich statt. Der Vorstand trägt die Gesamtverantwortung, trifft richtungsweisende Entscheidungen und sorgt für eine nachhaltige Entwicklung in sportlicher und wirtschaftlicher Hinsicht. Der Aufsichtsrat überwacht die Arbeit des Vorstands und gewährleistet eine transparente und verantwortungsbewusste Vereinsführung. Der Beirat unterstützt den Verein in verschiedenen strategischen und operativen Bereichen und trägt dazu bei, langfristige Konzepte zu entwickeln.
Holger Sanwald wurde 1994 zum Abteilungsleiter der Fußballabteilung des Heidenheimer SB gewählt. Mit der Abspaltung 2007 übernahm er beim neuen 1. FCH 1846 das Amt des Geschäftsführers. 2016 wurde er im Zuge der Satzungsänderung und Neustrukturierung der Vereinsführung Vorstandsvorsitzender. Vereinspräsident war von 2007 bis 2016 der Unternehmer Klaus Mayer. 2016 übernahm er im Zuge einer Satzungsänderung und Neustrukturierung der Vereinsführung das Amt des Aufsichtsratsvorsitzenden. Nach seinem Tod 2023 wurde Bernhard Ilg zu seinem Nachfolger gewählt.
| Funktion     | Name                                                                                                  |
| ------------ | --- |
| Vorstand     | Holger Sanwald (Vorsitzender), Petra Saretz (Organisation und Lizenzierung), Harald Endres (Finanzen) |
| Aufsichtsrat | Bernhard Ilg (Vorsitzender), Michael Schuck, Gerrit Floruß                                            |
| Beirat       | Rainer Domberg (Vorsitzender), Karlheinz Mäule, Klaus Moser                                           |

## Zuschauer und Fans
| Datum         | Vereinsmitglieder |
| ------------- | ----------------- |
| Oktober 2007  | .00550            |
| Juli 2016     | 02.500            |
| Juli 2017     | 02.600            |
| Juli 2018     | 02.589            |
| Juli 2019     | 02.708            |
| Juli 2020     | 02.746            |
| Juli 2021     | 02.830            |
| März 2023     | 03.000            |
| Juni 2023     | 06.500            |
| Juli 2023     | 08.000            |
| November 2023 | 09.182            |
| April 2024    | 10.000            |
| Februar 2025  | 12.000            |

Seit Februar 2025 hat der 1. FC Heidenheim über 12.000 Mitglieder. Infolge des Aufstiegs in die Bundesliga stieg die Mitgliederzahl des Vereins auf fast das Dreifache an. Organisiert sind die Fans des 1. FC Heidenheim in über 20 offiziellen Fan-Clubs (OFC), die über das gesamte Bundesgebiet verteilt sind und zusammen rund 600 Mitglieder haben. Darüber hinaus gibt es zahlreiche inoffizielle Fanclubs. Einige davon bieten seit Jahren Fanbusfahrten zu Auswärtsspielen an.

### Fanszene

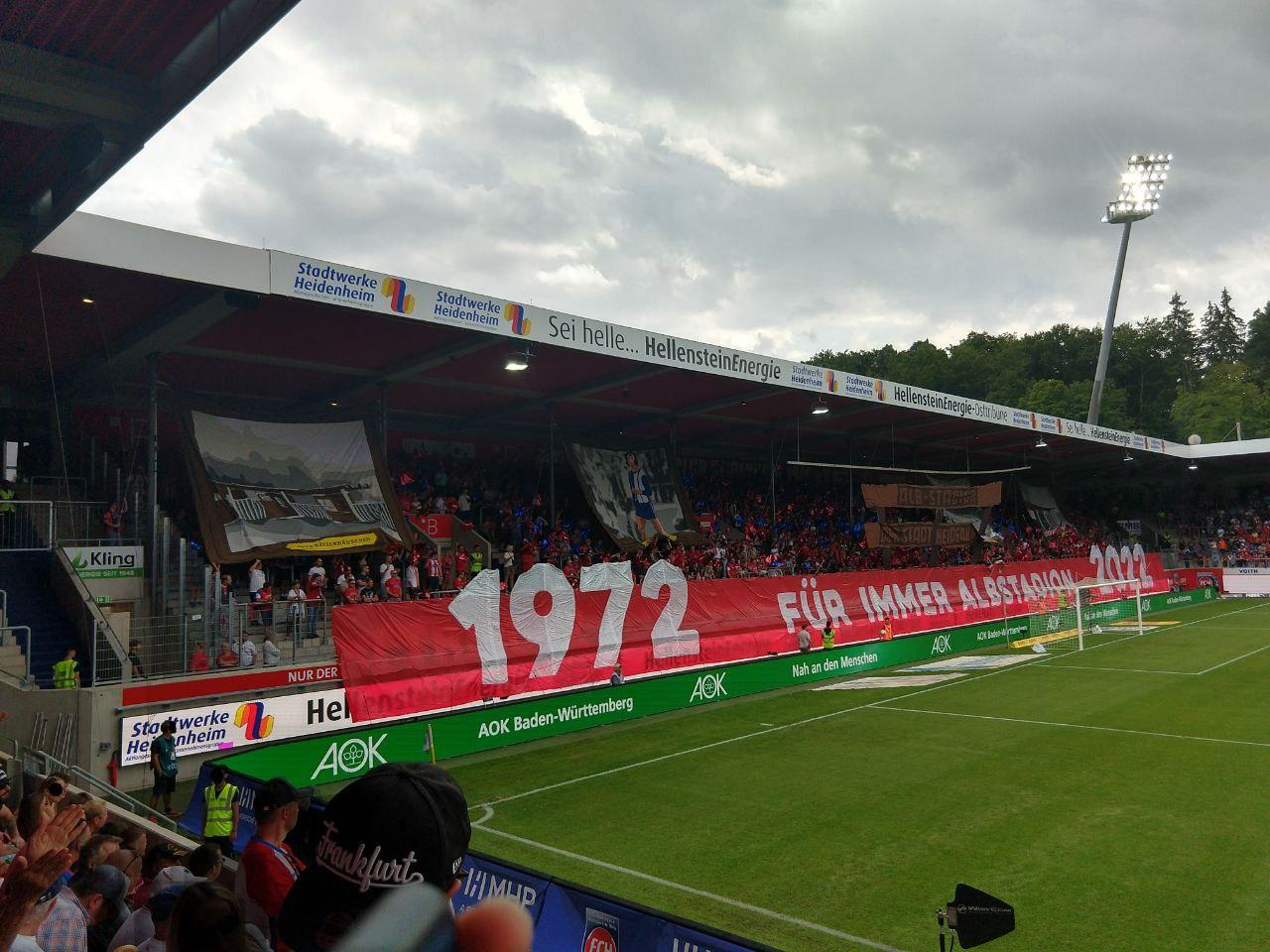
Die Osttribüne

Die im Jahr 2004 gegründeten Hellenstein Supporters gelten als die Mutter der organisierten Heidenheimer Fanszene. In ihrem Umfeld entstanden im Laufe der Zeit viele neue Gruppierungen. 2014 kam es zur Fusion der einzelnen Gruppen zur Ultra-Gruppierung Unitas Aquileiae. Die Fanatico Boys sind mittlerweile die größte Ultra-Gruppierung neben Unitas Aquileiae. Sie entstanden im Jahr 2008 aus dem im Umfeld von Hellenstein Supporters gegründeten Inferno Heidenheim. Eine Untergruppierungen sind YoungstArs (gegründet 2010). Sie alle verfolgen zusammen mit der Ultra Gruppe Unitas Aquileiae die Spiele des 1. FC Heidenheim auf der 3.500 Zuschauer fassenden Osttribüne.
Seit Jahren positioniert sich die Heidenheimer Fanszene gegen Rechtsextremismus. Beim Auswärtsspiel des 1. FC Heidenheim beim TSV 1860 München im Jahr 2016 kam es zu einem Vorfall im Heidenheimer Gästeblock. Die Heidenheimer Ultras hatten einen Zuschauer im Block entdeckt, dessen Kleidung einen rechtsradikalen Hintergrund hatte. Die Ultras baten den Mann, der eindeutig nicht der Gruppe zuzuordnen gewesen sein soll, daraufhin den Block zu verlassen. Im April 2015 kritisierten Heidenheimer Ultragruppen in einer Stellungnahme antisemitische Gesänge, die in Fanbussen zum Auswärtsspiel gegen den 1. FC Kaiserslautern von einigen Anhängern gesungen wurden. Im November 2013, damals noch in der Dritten Liga, kam es während der Auswärtspartie beim VfB Stuttgart II zu einem ähnlichen Vorfall. Damals stimmte ein FCH-Fan im Gästeblock ein antisemitisches Lied namens „Eine U-Bahn bis nach Auschwitz“ an. Weil der Fan auch nach einer Ansage des Vorsängers das Singen nicht unterließ, kam es zu Handgreiflichkeiten.

### Rivalitäten und Fanfreundschaften
Als größter Rivale des 1. FC Heidenheim gilt der in der 23 km nördlich gelegenen Stadt Aalen beheimatete VfR Aalen. Erste Aufeinandertreffen gab es bereits in den 1930er Jahren. Am 25. September 2010 stand das in der 3. Liga erste Duell der jüngeren Geschichte an, welches Aalen mit 2:1 in der heimischen Scholz-Arena gewann. 2012 stieg der VfR in die 2. Bundesliga auf. Der FCH folgte 2014. Das Hinspiel in Heidenheim, das erste Zweitligaderby verloren die Hausherren zwar, behaupteten sich in der neuen Liga aber im gesicherten Mittelfeld. Im Rückspiel 2015 war es dann ausgerechnet der FCH, welcher den VfR am vorletzten Spieltag durch ein 4:2 im eigenen Stadion in die 3. Liga schoss.
Übersicht über die best platzierte Mannschaft in der heutigen Region Ostwürttemberg (seit 1946)
Eine weitere Rivalität besteht mit dem SSV Ulm 1846. Viele Jahre war es ein ungleiches Duell zwischen den Ostalb-Kickern aus Heidenheim und den Spatzen aus der Stadt an der Donau. Nachdem Ulm nach dem Abstieg den Klassenerhalt in der 2. Bundesliga verpasste und die Lizenz für die Regionalliga verweigert wurde, stürzte der SSV 2001 bis in die Fünftklassigkeit, wodurch Heidenheim und Ulm erstmals wieder aufeinandertrafen. 2002 stiegen die Spatzen in die Oberliga auf, die Heidenheimer folgte 2004. Nach dem gemeinsamen Aufstieg in die Regionalliga Süd 2007 gelingt zur Überraschung vieler dem FCH der Durchmarsch in die 3. Liga. Das bisher letzte Derby fand im August 2019 in der Vorrunde des DFB-Pokals im Donaustadion statt, welches der FCH mit 2:0 gewann.
Die älteste Rivalität besteht hingegen zum heutigen Oberligisten 1. FC Normannia Gmünd. Beide Vereine stiegen 2004 gemeinsam aus der Verbandsliga in die Oberliga Baden-Württemberg auf; Derbys gibt es auch im Jugendbereich. Weitere Spannungen bestehen mit dem SV Sandhausen (aufgrund dessen Fanfreundschaft zum VfR Aalen), zu Rot-Weiß Oberhausen (aufgrund deren Fanfreundschaft zum SSV Ulm) und zum ehemaligen Oberliga-Konkurrenten TSV Crailsheim, welcher heute allerdings einer der 200 Amateur-Vereinsfreunden des 1. FC Heidenheim ist. Nicht gerne gesehen sind die Heidenheimer zudem bei den Stuttgarter Kickers und der TSG 1899 Hoffenheim.
Fanfreundschaften bestehen mit der SpVgg Greuther Fürth und dem Eishockeyverein EV Ravensburg. Kontakte gibt es zu Rot Weiss Ahlen. In der Vergangenheit gab es außerdem Verbindungen zum FC Ingolstadt 04 und dem VfR Mannheim.

### Maskottchen
Das Maskottchen „Paule“ ist ein lebensgroßer Teddybär und wurde anfänglich von der im benachbarten Giengen an der Brenz beheimateten Firma Steiff gestellt. Der Name ist eine Anlehnung an den Namen des Unternehmers Paul Hartmann, Gründer des ehemaligen Haupt- und Trikotsponsors Paul Hartmann AG. Das Maskottchen trägt einen Knopf im Ohr, das traditionelle Markenzeichen der Steiff-Tiere.
Die Gruppe der Jugend-Vereinsmitglieder wurde ebenfalls nach dem Maskottchen benannt. Das Logo des sogenannten „Paule-Bande-KidsClubs“ enthält neben dem Namen auch eine stilisierte Form des Bären und hat 457 Mitglieder (Stand: November 2023).

## Sponsoren und Ausrüster
Insgesamt verfügt der 1. FC Heidenheim über 570 meist regionale, mittelständische Sponsoren.
Seit dem 1. Juli 2021 ist das Beratungsunternehmen MHP Management- und IT-Beratung aus Ludwigsburg der Haupt- und Trikotsponsor des 1. FC Heidenheim. Weitere wichtige Partner sind die ortsansässige Voith GmbH & Co. KGaA (Principal-Club-Sponsor), die Carl Zeiss AG (Permiumplus-Sponsor) und der Heidenheimer Verbandsstoffhersteller Paul Hartmann AG (Premiumsponsor).
Nach der Saison 2021/22 löste Puma unter Vermittlung von 11teamsports den bisherigen Ausrüster Nike ab.